# Campeonato Europeo de Hockey sobre Hierba Femenino de 2013
El XI Campeonato Europeo de Hockey sobre Hierba Femenino se celebró en Boom (Bélgica) entre el 17 y el 24 de agosto de 2013 bajo la organización de la Federación Europea de Hockey (EHF) y la Real Asociación Belga de Hockey. Paralelamente se celebró el XIV Campeonato Europeo de Hockey sobre Hierba Masculino. Los partidos se realizaron en las instalaciones del Club de Hockey Braxgata de la localidad flamenca.
Un total de ocho selecciones nacionales afiliadas a la EHF compitieron por el título de campeón europeo, cuyo anterior portador era el equipo de los Países Bajos, vencedor del EuroHockey 2011. 
La Selección femenina de Alemania se adjudicó la medalla de oro al derrotar en la final al equipo de Inglaterra con un marcador de 6-4 (4-4). En el partido por el tercer puesto el conjunto de los Países Bajos venció al de Bélgica.

## Grupos
| Grupo A      | Grupo B    |
| ------------ | ---------- |
| Países Bajos | Inglaterra |
| Bélgica      | Alemania   |
| Irlanda      | España     |
| Bielorrusia  | Escocia    |

## Fase preliminar
- Todos los partidos en la hora local de Bélgica (UTC+2).

### Grupo A
| Equipo       | J | G | E | P | GF | GC | DG  | PTS |
| ------------ | - | - | - | - | -- | -- | --- | --- |
| Países Bajos | 3 | 3 | 0 | 0 | 15 | 0  | +15 | 9   |
| Bélgica      | 3 | 2 | 0 | 1 | 8  | 3  | +5  | 6   |
| Irlanda      | 3 | 1 | 0 | 2 | 3  | 11 | -8  | 3   |
| Bielorrusia  | 3 | 0 | 0 | 3 | 3  | 15 | -12 | 0   |

- Resultados

| Fecha | Hora  | Partido      | Partido | Partido      | Resultado |
| ----- | ----- | ------------ | ------- | ------------ | --------- |
| 17.08 | 14:00 | Bélgica      | -       | Bielorrusia  | 5-1       |
| 17.08 | 18:00 | Países Bajos | -       | Irlanda      | 6-0       |
| 18.08 | 16:00 | Irlanda      | -       | Bielorrusia  | 3-2       |
| 18.08 | 20:00 | Bélgica      | -       | Países Bajos | 0-2       |
| 20.08 | 18:00 | Irlanda      | -       | Bélgica      | 0-3       |
| 20.08 | 20:00 | Países Bajos | -       | Bielorrusia  | 7-0       |

### Grupo B
| Equipo     | J | G | E | P | GF | GC | DG | PTS |
| ---------- | - | - | - | - | -- | -- | -- | --- |
| Alemania   | 3 | 3 | 0 | 0 | 5  | 1  | +4 | 9   |
| Inglaterra | 3 | 2 | 0 | 1 | 6  | 3  | +3 | 6   |
| España     | 3 | 1 | 0 | 2 | 2  | 6  | -4 | 3   |
| Escocia    | 3 | 0 | 0 | 2 | 2  | 5  | -3 | 0   |

- Resultados

| Fecha | Hora  | Partido    | Partido | Partido    | Resultado |
| ----- | ----- | ---------- | ------- | ---------- | --------- |
| 17.08 | 10:00 | Inglaterra | -       | España     | 3-0       |
| 17.08 | 12:00 | Alemania   | -       | Escocia    | 1-0       |
| 18.08 | 12:00 | España     | -       | Escocia    | 2-1       |
| 18.08 | 14:00 | Alemania   | -       | Inglaterra | 2-1       |
| 20.08 | 14:00 | Inglaterra | -       | Escocia    | 2-1       |
| 20.08 | 16:00 | España     | -       | Alemania   | 0-2       |

## Fase final
- Todos los partidos en la hora local de Bélgica (UTC+2).

### Semifinales
| Fecha | Hora  | Partido      | Partido | Partido    | Resultado        |
| ----- | ----- | ------------ | ------- | ---------- | ---------------- |
| 22.08 | 18:00 | Alemania     | -       | Bélgica    | 2-2 (4-2) –pen.– |
| 22.08 | 20:30 | Países Bajos | -       | Inglaterra | 1-1 (2-3) –pen.– |

### Tercer lugar
| Fecha | Hora  | Partido | Partido | Partido      | Resultado |
| ----- | ----- | ------- | ------- | ------------ | --------- |
| 24.08 | 13:30 | Bélgica | -       | Países Bajos | 1-3       |

### Final
| Fecha | Hora  | Partido  | Partido | Partido    | Resultado        |
| ----- | ----- | -------- | ------- | ---------- | ---------------- |
| 24.08 | 16:00 | Alemania | -       | Inglaterra | 4-4 (2-0) –pen.– |

## Medallero
| Alemania | Inglaterra | Países Bajos |

## Clasificación general
| 1. Alemania     |
| 2. Inglaterra   |
| 3. Países Bajos |
| 4. Bélgica      |
| 5. España       |
| 6. Escocia      |
| 7. Irlanda      |
| 8. Bielorrusia  |